# AN/AQS-13

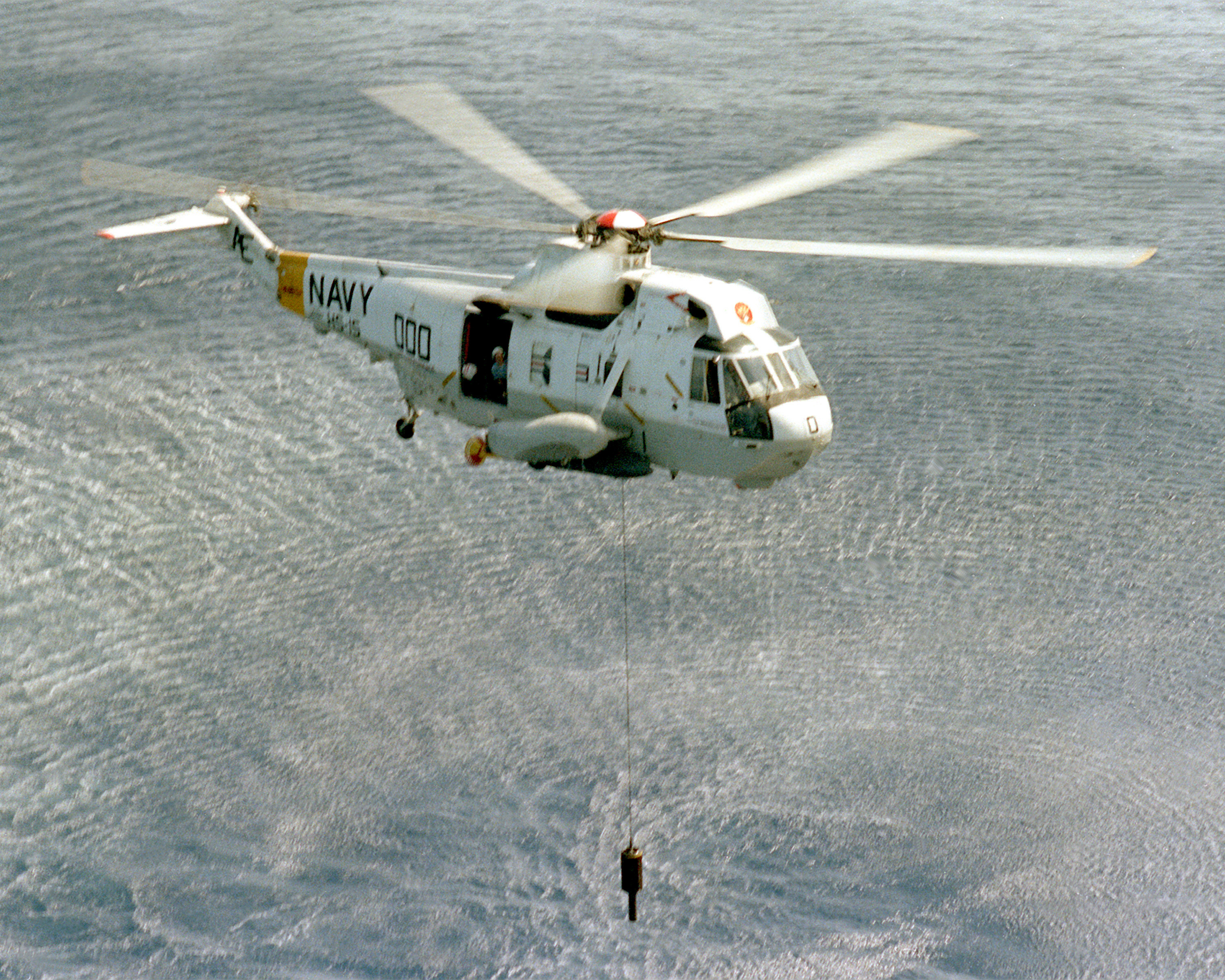
Das AN/AQS-13 wird von einem SH-3H Sea King Hubschrauber herabgelassen

Das AN/AQS-13 ist ein aktiv und passiv arbeitendes Tauchsonar für den Einsatz durch Hubschrauber. Es wird seit 1960 von dem US-Unternehmen Bendix Corporation produziert.

## Beschreibung
Das AQS-13 ist das am weitesten verbreitete Tauchsonar in den westlichen NATO-Marinen. Es wurde ursprünglich von Hubschraubern des Typs SH-3H Sea King eingesetzt, seit einiger Zeit existiert jedoch eine Variante für den SH-60F Sea Hawk. Das System soll durch das AN/AQS-22 abgelöst werden.
Im Laufe der Zeit wurde das System mehrfach überarbeitet. Während das erste Modell noch 230 kg wog und eine Kabellänge von 225 Metern hatte, wiegt die aktuelle Version (AN/AQS-13F) nur 180 kg und besitzt ein 480 m langes Kabel. Eine spezielle Variante für die Deutsche Marine wird als AN/AQS-18 bezeichnet und stellt eine verkleinerte Ausführung des AQS-13F dar.
Das System verfügt über eine Vielzahl von Betriebsmodi, um auch unter schwierigen Bedingungen operieren zu können, beispielsweise einen digitalen MTI-Filter, der zur Ausblendung von unbeweglichen oder sehr langsamen Störquellen eingesetzt werden kann. Des Weiteren können auch Signale von aktiv sendenden Sonobojen verarbeitet werden.

## Technische Daten
- Gewichte:
  - Signalverarbeitung und Winde: 180–230 kg
  - Sonargerät: 13,3 kg
- Kabellänge: 225 m (außer F-Variante)
- Frequenzbereich: 9,25 / 10,00 / 10,75 kHz
- Abstrahlleistung: 216 dB/μPa/yd
- Ortungswinkel: 180°